# Eralp Uzun
Eralp Hüseyin Uzun (ur. 26 lutego 1981 w Berlinie, zm. 11 kwietnia 2013 tamże) – niemiecki aktor tureckiego pochodzenia.

## Wybrana filmografia
- 2002: Sternenfänger jako Mustafa
- 2003: Nasz Charly jako  Rainer Grimm
- 2007: Let’s Dance jako uczestnik
- 2008: Kobra – oddział specjalny - odc. „Koniec młodości” (Am Ende der Jugend) jako Cem Alada
- 2010: Telefon 110 jako Deniz
- 2010: Kobra – oddział specjalny - odc. „Za życie przyjaciela” (Für das Leben eines Freundes) jako Cem Alada